# Consolation-Maisonnettes
Consolation-Maisonnettes és un municipi francès situat al departament del Doubs i a la regió de Borgonya - Franc Comtat. L'any 2007 tenia 27 habitants.

## Demografia

### Població
El 2007 la població de fet de Consolation-Maisonnettes era de 27 persones. Hi havia 12 famílies de les quals 4 eren unipersonals: 4 dones que vivien soles?, 4 parelles sense fills i 4 parelles amb fills.
La població ha evolucionat segons el següent gràfic:
Habitants censats

### Habitatges
El 2007 hi havia 12 habitatges, 10 eren l'habitatge principal de la família, 1 era una segona residència i 1 estava desocupat. 7 eren cases i 4 eren apartaments. Dels 10 habitatges principals, 8 estaven ocupats pels seus propietaris i 2 estaven llogats i ocupats pels llogaters; 1 tenia una cambra, 1 en tenia tres, 2 en tenien quatre i 6 en tenien cinc o més. 10 habitatges disposaven pel capbaix d'una plaça de pàrquing. A 1 habitatges hi havia un automòbil i a 8 n'hi havia dos o més.

### Piràmide de població
La piràmide de població per edats i sexe el 2009 era:
| Homes | Edats   | Dones |
| ----- | ------- | ----- |
| 0     | 95 o +  | 0     |
| 0     | 90 a 94 | 0     |
| 0     | 85 a 89 | 0     |
| 0     | 80 a 84 | 0     |
| 0     | 75 a 79 | 0     |
| 0     | 70 a 74 | 0     |
| 4     | 65 a 69 | 0     |
| 0     | 60 a 64 | 4     |
| 0     | 55 a 59 | 0     |
| 0     | 50 a 54 | 4     |
| 0     | 45 a 49 | 0     |
| 0     | 40 a 44 | 0     |
| 0     | 35 a 39 | 4     |
| 0     | 30 a 34 | 4     |
| 0     | 25 a 29 | 12    |
| 0     | 20 a 24 | 8     |
| 0     | 15 a 19 | 0     |
| 0     | 10 a 14 | 0     |
| 0     | 5 a 9   | 0     |
| 0     | 0 a 4   | 0     |

## Economia
El 2007 la població en edat de treballar era de 20 persones, 16 de les quals eren actives i les altree 4 eren inactives. Les 16 persones actives estaven ocupades (9 homes i 7 dones). De les 4 persones inactives 2 estaven estudiant i 2 estaven classificades com a «altres inactius».
Activitats econòmiques
L'únic establiment que hi havia el 2007 era d'una empresa extractiva.

## Poblacions més properes
El següent diagrama mostra les poblacions més properes.